# Regiones de Inglaterra
Las regiones de Inglaterra son el más alto nivel de las Subdivisiones de Inglaterra. Las regiones son nueve:
| Nombre                 | Nombre original          | Población (2011) | Área (km²) | Dens.Pob. (hab/km²) | Capital    |
| ---------------------- | ------------------------ | ---------------- | ---------- | ------------------- | ---------- |
| Sudeste de Inglaterra  | South East England       | 8 634 750        | 19 095     | 452,2               | Guilford   |
| Gran Londres           | Greater London           | 8 173 941        | 1572       | 5199,7              | Londres    |
| Noroeste de Inglaterra | North West England       | 7 052 177        | 14 165     | 497,9               | Mánchester |
| Este de Inglaterra     | East of England          | 5 846 965        | 19 120     | 305,8               | Cambridge  |
| Midlands del Oeste     | West Midlands            | 5 601 847        | 13 000     | 430,0               | Birmingham |
| Sudoeste de Inglaterra | South West England       | 5 288 935        | 23 829     | 222,0               | Bristol    |
| Yorkshire y Humber     | Yorkshire and the Humber | 5 283 733        | 15 420     | 342,7               | Leeds      |
| Midlands del Este      | East Midlands            | 4 533 222        | 15 627     | 290,1               | Melton     |
| Nordeste de Inglaterra | North East England       | 2 596 886        | 8592       | 302,2               | Newcastle  |
| Inglaterra             | England                  | 53 012 456       | 130 395    | 406,6               | Londres    |

## Historia
La creación de alguna forma de provincias o regiones en Inglaterra ha sido un tema intermitente de los gobiernos británicos posteriores a la Segunda Guerra Mundial. La Redcliffe-Maud Report propuso la creación de ocho provincias que podrían estar descentralizadas de la administración central. La administración de Edward Heath en los años 1970 no creó una estructura regional en la Ley de administración local de 1972 (Local Government Act 1972), a la espera de la Comisión Real sobre La Constitución (Royal Commission on the Constitution), después de que los esfuerzos del gobierno se concentraron en un acuerdo constitucional en Escocia y Gales durante el resto del decenio. En Inglaterra, la mayoría de la Comisión sugirió "coordinación regional y consejos consultivos para Inglaterra, que consiste en gran parte de manera indirecta de los representantes elegidos y las autoridades locales que operan a lo largo de las líneas de los consejos asesores galeses". Un quinto de los consejeros consultivos serían nombrados desde el gobierno central. Los límites sugeridos fueron los "ocho actuales (en 1973) de los efectos de la planificación económica, modificado para hacer las fronteras de conformidad con la nueva estructura comarcal". Un informe menos de Lord Crowther-Hunt y Alan Peacock propusieron en su lugar siete asambleas regionales gobernadas con Gran Bretaña (cinco dentro de Inglaterra), que se haría cargo de una cantidad sustancial de la administración central
En abril de 1994 el gobierno de John Major creó un conjunto de diez oficinas gubernamentales regionales (Government Office Regions) para Inglaterra. Antes de 1994, aunque otros gobiernos centrales tuvieron departamentos para las diferentes oficinas regionales, las regiones solían estar separadas. La propuesta del estado fue un modo de coordinar las distintas oficinas regionales de un modo más eficiente: esto involucró inicialmente al Departamento de Comercio e Industria (Department of Trade and Industry), Departamento de Empleo (Department of Employment), Departamento de Transportes (Department of Transport) y al Departamento para el Entorno (Department for the Environment).
El Tratado de Maastricht fomenta la creación de límites regionales para la sección de os mientras del Comité de las Regiones de la Unión Europea: Gales, Escocia e Irlanda del Norte constituyen cada una región, pero Inglaterra representa una proporción tan grande de la población del Reino Unido que una división adicional se hacía necesaria 